# Stanisław Krygielski
Stanisław Krygielski (ur. 16 października 1886, zm. 21 kwietnia 1965 w Choroszczynce) – polski duchowny.

## Życiorys
Był bratem Feliksa Krygielskiego. Razem z nim wstąpił do zakonu oo. kapucynów w Ziemi Świętej i tam od 1899 studiował filozofię i teologię. Święcenia kapłańskie otrzymał z rąk łac. patriarchy Jerozolimy, kardynała Camasci. Aresztowany został tam w 1914 jako poddany rosyjski, otrzymał nakaz opuszczenia Palestyny. W drodze do Polski pod koniec 1914 razem z bratem zgłosił się w Odessie do pracy w diecezji tiraspolskiej. W 1917 był wikariuszem parafii Jekatierinosław, a następnie pracował w Odessie, gdzie kolonia polska liczyła wówczas ok. 30 tys. osób. Razem z nim pracowali wśród Polaków dwaj księża polscy: Stanisław Oskierko i Wincenty Orłowski. Aresztowany został podczas rekwizycji przeprowadzanych przez władze bolszewickie w kościołach w 1922, dwukrotnie otrzymał wyrok śmierci. W 1926 został wykupiony z więzienia za 600 dolarów amerykańskich przez swoją siostrę Genowefę, żonę majora Rokickiego z Warszawy, który został zamordowany przez NKWD w 1940 w Starobielsku. Ksiądz Stanisław podjął pracę w archidiecezji wileńskiej, gdzie z polecenia abpa Romualda Jałbrzykowskiego zorganizował parafię w Łańcewie Ługu k. Baranowicz, której nadał nazwę Nowopolna. Zbudował tu kościół i szkołę przy pomocy miejscowej ludności oraz hrabiego Jundziłła. Później był proboszczem parafii Nowy Pohost w dekanacie Miory. W 1934 przeniósł się do diecezji podlaskiej, gdzie najpierw był wikariuszem parafii Wilczyska, a następnie, od 1936, proboszczem parafii Choroszczynka.
W Choroszczynce w okresie do 1939 wybudował powiększając kaplice piękny drewniany kościół i otoczył go wraz z cmentarzem betonowym parkanem. W czasie okupacji należał jako Kapelan do AK w V rejonie Piszczac obwód II Biała Podlaska. Upamiętniono to tablicą w Kościele. W Choroszczynce oprócz księdza pochowani są również jego ojciec (Antoni) i siostra Genowefa Rokicka.

## Ordery i odznaczenia
- Złoty Krzyż Zasługi (9 listopada 1932)[1]